# Erica Carlson
Erica Carlson (Trollhättan (Västra Götalands län), 4 augustus 1981) is een Zweeds actrice. Ze heeft als tiener een rol gespeeld in de succesvolle film Fucking Åmål. Ze heeft daarna in minder bekende films gespeeld.